# 신광면 (함평군)
신광면(新光面)은 대한민국 전라남도 함평군에 위치한 면이다.

## 개요
신광면은 함평군의 서북쪽에 위치한 중산간지대로 영광군과 6개읍면에 접해있으며, 대부분의 마을이 국도 23호선과 서해안고속도로, 군유산 계곡평야를 따라 형성되어 있고, 군유산과 동정제, 대동제 등 고려시대부터 지명의 변함이 없이 오늘에 이르고 있다. 특히, 매년 대한민국 난대전과 국향대전이 개최되는 사계절 오감만족의 함평자연생태공원과 상해 임시정부시설 군무장, 재무장 등을 지낸 독립운동가 일강 김철기념관, 동학 혁명에 주도적으로 참여한 장경삼, 동규, 응규 삼형제의 공적을 기리는 동학혁명탑이 있다. 고소득을 올릴 수 있는 복분자, 대봉(장두감), 무화과, 백련 등 지역 특화 작목을 집중 육성하고 있으며, 이들 작목에 대한 안정적인 유통체계 확립과 고용창출을 위해 복분자 와인공장(레드마운틴), 떫은감 탈삽공장(감나루), 연차가공공장(언꽃나비)이 활발히 운영되고 있다.

## 법정리
- 동정리
- 백운리
- 보여리
- 복흥리
- 삼덕리
- 송사리
- 원산리
- 월암리
- 유천리
- 함정리
- 계천리
- 가덕리

## 교육
- 신광초등학교
- 신광중학교

## 특산물
- 무화과
- 야생차
- 복분자주 (레드마운틴)
- 자희향 (국화주)
- 단호박
- 뽕잎 떡